# 熊本市立白川小学校
熊本市立白川小学校（くまもとしりつ しらかわしょうがっこう）は、熊本県熊本市中央区新屋敷一丁目にある公立小学校。

## 沿革
- 1873年（明治6年） - 白水学校設立
- 1874年（明治7年） - 九品寺校設立
- 1909年（明治42年） - 白川小学校創立
- 1924年（大正13年） - 大江校区の一部統合
- 1941年（昭和16年） - 白川国民学校に改称
- 1947年（昭和22年） - 熊本市立白川小学校に改称
- 1960年（昭和35年） - 熊本市立白山小学校を分離

## 歴代校長
- 1909年4月（明治42年4月）~1915年3月（大正 4年3月）- 初代  校長　国本小太郎
- 1915年4月（大正 4年4月）~1921年3月（大正10年3月）- 第 2代校長　法　政雄
- 1921年4月（大正10年4月）~1924年3月（大正13年3月）- 第 3代校長　伊藤　虎喜
- 1924年4月（大正13年4月）~1927年3月（昭和 2年3月）- 第 4代校長　中村　虎雄
- 1927年4月（昭和 2年4月）~1930年3月（昭和 5年3月）- 第 5代校長  澤村　武雄
- 1930年4月（昭和 5年4月）~1931年3月（昭和 6年3月）- 第 6代校長  赤城  安熊
- 1931年4月（昭和 6年4月）~1938年3月（昭和13年3月）- 第 7代校長  伊藤　虎喜
- 1938年4月（昭和13年4月）~1941年3月（昭和16年3月）- 第 8代校長  伊牟田直敏
- 1941年4月（昭和16年4月）~1946年3月（昭和21年3月）- 第 9代校長  大村　巌
- 1946年4月（昭和21年4月）~1947年3月（昭和22年3月）- 第10代校長  田川　接喜
- 1947年4月（昭和22年4月）~1952年3月（昭和27年3月）- 第11代校長　小川　ヤス
- 1951年4月（昭和27年4月）~1956年3月（昭和31年3月）- 第12代校長　佐間野　弘
- 1956年4月（昭和31年4月）~1960年3月（昭和35年3月）- 第13代校長　八重野　直
- 1960年4月（昭和35年4月）~1966年3月（昭和41年3月）- 第14代校長　小崎　東紅
- 1966年4月（昭和41年4月）~1969年3月（昭和44年3月）- 第15代校長　岡本　安男
- 1969年4月（昭和44年4月）~1972年3月（昭和47年3月）- 第16代校長　松原　尉平
- 1972年4月（昭和47年4月）~1975年3月（昭和50年3月）- 第17代校長　山内　長平
- 1975年4月（昭和50年4月）~1979年3月（昭和54年3月）- 第18代校長　山口　里信
- 1979年4月（昭和54年4月）~1982年3月（昭和57年3月）- 第19代校長　野尻　隆生
- 1982年4月（昭和57年4月）~1985年3月（昭和60年3月）- 第20代校長　田口　省一
- 1985年4月（昭和60年4月）~1989年3月（平成元年3月）- 第21代校長　津田　清幸
- 1989年4月（平成元年4月）~1991年3月（平成 3年3月）- 第22代校長  蓑毛  晃
- 1991年4月（平成 3年4月）~1994年3月（平成 6年4月）- 第23代校長　渡邉　繁秋
- 1994年4月（平成 6年4月）~1996年3月（平成 8年3月）- 第24代校長  森　 良胤
- 1996年4月（平成 8年4月）~1998年3月（平成10年3月）- 第25代校長　美作　 明
- 1998年4月（平成10年4月）~2001年3月（平成13年3月）- 第26代校長　長田　紀義
- 2001年4月（平成13年4月）~2003年3月（平成15年3月）- 第27代校長　本田　久司
- 2003年4月（平成15年4月）~2007年3月（平成19年3月）- 第28代校長　江崎　文洋

## クラブ活動

### 運動部
- 男女バスケットボール部
- バドミントン部
- 野球部

## 著名な出身者
- 大西一史 - 熊本市長、元熊本県議会議員
- 坂上弘 - 小説家
- 木村精孝 ‐ 日本サッカー協会公認選手エージェント

## 学校周辺
- 慶誠高等学校
- 九州学院中学校・高等学校
- 白川